# Gnas
Gnas è un comune austriaco di 6 016 abitanti nel distretto di Südoststeiermark, in Stiria; ha lo status di comune mercato (Marktgemeinde). Il 1º gennaio 2015 ha inglobato i comuni soppressi di Aug-Radisch, Baumgarten bei Gnas, Grabersdorf, Maierdorf, Poppendorf, Raning, Trössing e Unterauersbach e la località di Kohlberg II, già frazione del comune soppresso di Kohlberg.